# نیروگاه کاشیما
نیروگاه کاشیما (به ژاپنی: 鹿島火力発電所) (ژاپن، در استان ایباراکی در شهر کامیسو، تأسیس ۱۹۷۱)، یکی از نیروگاه‌های کشور ژاپن و دومین نیروگاه بزرگ نفت‌سوز جهان از نوع حرارتی با ظرفیت تولید ۵۲۰۴ مگاوات که شامل ۲ واحد ۱۰۰۰ مگاواتی، ۴ واحد ۶۰۰ مگاواتی و ۳ گازی ۲۶۸ مگاواتی (قابل تبدیل به سیکل ترکیبی) است.
توربین‌های گازی در حال تبدیل به بلوک سیکل ترکیبی پیشرفته هستند که در این صورت ظرفیت تولید نیروگاه ۴۴۴ مگاوات افزایش خواهد یافت. انتظار می‌رود که این نیروگاه در سال ۲۰۱۴ به سیکل ترکیبی تبدیل شود.

## مشخصات و سال ساخت واحدها
نیروگاه کاشیما در سال ۱۹۷۱ با ۲ واحد ۶۰۰ مگاواتی و سپس در سال ۱۹۷۲، با ۲ واحد ۶۰۰ مگاواتی دیگر شروع به کار کرد. واحدهای ۵ و ۶ نیروگاه (ظرفیت هر یک ۱۰۰۰ مگاوات) در سال‌های ۱۹۷۴ و ۱۹۷۵ ساخته شد. سوخت این ۶ واحد نفت سنگین و نفت خام است و واحدها از نوع فوق بحرانی هستند. راندمان واحدهای ۱ تا ۴ ۴۲٫۷ درصد و راندمان واحدهای ۵ و ۶، ۴۳٫۲ درصد است.
بلوک سیکل ترکیبی پیشرفته، ۱۲۴۸ مگاواتی است. بلوک سیکل ترکیبی شامل ۳ واحد گازی ۲۶۸ مگاواتی و ۳ واحد بخار ۱۴۸ مگاواتی است. واحدهای بخار هنوز به بهره‌برداری نرسیده‌اند.